# For min brors skyld
For min brors skyld er en dansk dramafilm fra 2014, instrueret af Brian Bang

## Medvirkende
- Elias Munk som Aske
- Christopher Friis Jensen som Bastian
- Allan Karlsen som Lasse
- Frank Schiellerup som Hans
- Oliver Bjørnholdt Spottag som Silas
- Lara León som Sasja
- Tina Nørby som Anne Mette
- William Gaarde som Andreas
- Oliver Skou som Magnus
- Robin Koch som Philip
- Marie Louise Lund Jensen som Malene
- Kit Langberg Rasmussen som Frederikke
- Jørgen Bregenborg som Martin
- Dorte Evalyn Evon som Karen
- Lado Hadzic som Henning
- Ole Dupont som Svend
- Victor Stoltenberg som Aske 10 år
- Caroline Birch som Ida
- Halfdan Asmild som Bastian 6 år
- Tobias Hyttel som William
- Svetlana Fedorova som Marie
- Lone Lis Andersen som Hans' mor
- Susann Cornelius som Bodegamutter
- Son Sebastian Gamdrup som Politibetjent
- Jan Sommer Hansen som Socialrådgiver
- Henrik B. Lützen som Leif
- Christie Birgitt Debbie Millner som Birthe
- Palle Nielsen som Politibetjent
- Malena Rostkjær som Politibetjent
- René Otto B. Zimakoff som Tim
- Frederik Ingemann Brandt som Aske, 10 år
- Jonathan Tage Pedersen som Bastian 5 år
- Dorte Luna Dalgård som Socialrådgiver
- Berit Petersen som Efterforsker
- Christian Kejser Birkedal som Efterforsker
- Anders Due-Boje som Radio speaker
- Johnny Melin som Billist
- Michael Hansen II som Dreamboy DVD cover
- Gitte Pedersen som Dreamboy DVD cover
- Torben Andreas Molbech Jessen som Dreamboy DVD cover
- Mats Ödman som Dreamboy DVD cover